# Божер-Сити
Божер-Сити (англ. Bossier City) —  город в приходе Божер в штате Луизиана в Соединённых Штатах Америки.
Согласно проведённой в 2020 году переписи населения США, число жителей города составляло 62 701 человек; это седьмой город штата по числу жителей.

## История
В 1830-х годах первым постоянным поселением в районе нынешнего Божер-Сити стала плантация Элизиан-Гров, которую купили Джеймс Кейн и его вторая жена Мэри Доал Силли Беннетт Кейн.

## География
Город Божер-Сити расположен в пределах Арк-Ла-Текс и имеет среднюю высоту 174 фута (53,0 м) над уровнем моря.
Город в основном расположен на берегах реки Ред-Ривер и имеет преимущественно плоский рельеф в отличие от рельефа Шривпорта. Северные границы города заметно более холмистые, чем остальная часть города. Через город протекает множество небольших водных путей, таких как Флат-Ривер и Ред-Шут-Байю, которые обеспечивают дренаж для многих районов города.
Общая площадь города составляет 43,90 квадратных миль (113,69 км2), из которых 0,99 квадратных миль (2,56 км2) покрыты водой.

## Климат
В городе влажный субтропический климат (Классификация климатов Кёппена — «Cfa») с жарким, влажным летом и мягкой зимой, хотя заморозки и ледяные бури случаются регулярно.
В теплые месяцы город подвержен сильным грозам с сильными дождями, сильными ветрами, градом и иногда торнадо. В городе немного выше среднего уровня торнадо по сравнению со средним показателем по США. Из-за плоского рельефа города и выдающихся небольших водных путей, которые подвержены подтоплению из Ред-Ривер, город иногда сталкивается с сильными наводнениями.
Сильное наводнение произошло в марте 2016 года после того, как проливные дожди вызвали быстрый подъём многих местных рек, из-за чего более 3,5 тысяч человек были вынуждены покинуть свои дома по всему району.